# Hero Mask
Hero Mask (ヒーローマスク) est un seinen manga scénarisé par Yumika Tsuru et dessiné par Takashi Okabe, prépublié dans le magazine Monthly Hero's de mai 2012 à octobre 2014, et publié par l'éditeur Shōgakukan Creative en volumes reliés à partir de novembre 2012 et décembre 2014. La version française est éditée par Tonkam entre novembre 2013 et janvier 2016.

## Synopsis
Les protagonistes portent des masques et ils prétendent de devenir des héros.

## Personnages
Mirai Shibuya
Lilico Sasaki 
Mirai

## Liste des volumes
| no | Japonais         | Japonais          | Français         | Français          |
| no | Date de sortie   | ISBN              | Date de sortie   | ISBN              |
| -- | ---------------- | ----------------- | ---------------- | ----------------- |
| 1  | 5 novembre 2012  | 978-4-86-468310-4 | 27 novembre 2013 | 978-2-7595-1132-7 |
| 2  | 5 avril 2013     | 978-4-86-468327-2 | 5 février 2014   | 978-2-7560-5637-1 |
| 3  | 4 octobre 2013   | 978-4-86-468346-3 | 11 juin 2014     | 978-2-7560-5638-8 |
| 4  | 2 mai 2014       | 978-4-86-468365-4 | 26 novembre 2014 | 978-2-7560-6192-4 |
| 5  | 27 décembre 2014 | 978-4-86-468395-1 | 6 janvier 2016   | 978-2-7560-7544-0 |

### Édition japonaise
Shōgakukan Creative
1. 1 2  (ja) « Tome 1 ».
2. 1 2  (ja) « Tome 2 ».
3. 1 2  (ja) « Tome 3 ».
4. 1 2  (ja) « Tome 4 ».
5. 1 2  (ja) « Tome 5 ».

### Édition française
Tonkam
1. 1 2  (fr) « Tome 1 ».
2. 1 2  (fr) « Tome 2 ».
3. 1 2  (fr) « Tome 3 ».
4. 1 2  (fr) « Tome 4 ».
5. 1 2  (fr) « Tome 5 ».